# Bisignano
Bisignano ist eine Stadt in der Provinz Cosenza in der italienischen Region Kalabrien mit 9480 Einwohnern (Stand 31. Dezember 2023).
Der wichtigste Wirtschaftszweig ist die Landwirtschaft, vor allem der Obst- und Gemüseanbau. Neben der Landwirtschaft findet die Bevölkerung Beschäftigung im Dienstleistungs- und Handwerksbereich.

## Lage und Daten
Bisignano liegt 33 km nördlich von Cosenza, nahe der Autobahn A2. Der Ort hat einen kleinen Flugplatz für die allgemeine Luftfahrt. Er wird in der Regel als „Flugplatz Cosenza-Bisignano“ bezeichnet.
Die Nachbargemeinden sind Acri, Cerzeto, Lattarico, Luzzi, Mongrassano, San Marco Argentano, Santa Sofia d’Epiro, Tarsia und Torano Castello.

## Geschichte
Bisignano wird mit der von Livius erwähnten antiken Stadt Besidiae gleichgesetzt und war später auch als Besidianum und Bisidianum bekannt. Die dort gefundenen archäologischen Überreste datieren die Besiedlung auf das 15. oder 14. Jahrhundert v. Chr. zurück.
Im Jahr 1054 wurde Bisignano als selbstständige Kommune regiert und behielt für eine gewisse Zeit die volle bürgerliche Freiheit. Es wurde die Residenz eines normannischen Grafen und später ein Lehen der Familie Orsini. Von 1641 bis 1806 war sie Teil des Herrschaftsgebietes des Geschlechtes Sanseverino.

## Städtepartnerschaft
Seit 2006 ist Bisignano europäische Partnergemeinde von Feldkirchen bei München.

## Personen die mit dem Ort in Verbindung gebracht werden
- Umile da Bisignano (1582–1637), Laienbruder im Franziskanerorden und Heiliger der katholischen Kirche, in Bisignano geboren
- Paolo Piromalli (1592–1667), Dominikaner, Missionar und Schriftsteller, war seit 1665 Erzbischof in Bisignano
- Vincenzo Fasanella (1733–1793), Poet und Mathematiker, Mitglied der Accademia Cosentina, in Bisignano geboren und gestorben
- Massimo di Fasanella D’Amore[5], ehemaliger Vizepräsident von PepsiCo American Beverage und PepsiCo South America Beverage
- Enzo Siciliano (1934–2006), Schriftsteller und Literaturkritiker, dessen Vater aus Bisignano kam
- Gino Strada (1948–2021), Mediziner und Gründer der NGO Emergency, Ehrenbürger der Stadt
- Michel Fingesten (1884–1943), böhmischer Maler mit hebräischen Wurzeln, schuf in Bisignano sein letztes Gemälde, Il Martirio di San Bartolomeo
- Marcello Ritacco, Politiker und Präsident der Vereinigung MATRIX
- Rosario Curia, Lehrer und Musiker. Direktor des Komitees der UNESCO für den Kampf gegen Analphabetismus, Mitbegründer des historischen Instituts von Kalabrien